# 胡序建
胡序建（1942年11月—），男，汉族，浙江上虞人，中华人民共和国政治人物，曾任金陵石化党委书记，中共南京市委副书记，南京市人大常委会主任，江苏省政协副主席

## 家庭
父胡学恕，伯父胡愈之、胡仲持等。妻子郁美兰，郁达夫之女。